# Anselm Hüttenbrenner

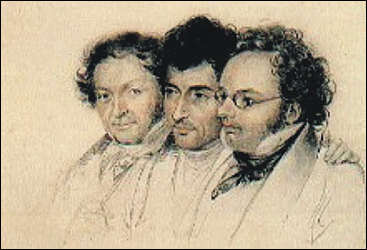
Johann Baptist Jenger, Hüttenbrenner och Schubert, litografi av Teltscher.

Anselm Hüttenbrenner, född 13 oktober 1794 i Graz, död där 5 juni 1868, var en österrikisk tonsättare och musikkritiker.

## Verk
- 27 Kyrkliga verk, däribland 6 mässor och 3 requier
- 4 Operor, däribland är Lenore och Oedip zu Colonos komplett bevarade
- 258 sånger 
  - Lieder für eine Singstimme mit Klavierbegleitung: Vol. 1
  - Lieder für eine Singstimme mit Klavierbegleitung: Vol. 2
- 133 manskvartetter
- 159 manskörer
- 20 orkesterverk, däribland 2 symfonier
- 13 kammarmusikaliska verk, däribland 2 stråkkvartetter och en stråkkvintett
- 60 verk för piano
- 23 verk för fyrhändigt piano
- 8 bearbetningar av andras verk